# Silke Maier-Witt
Silke Maier-Witt (ur. 21 stycznia 1950 w Nagold) – niemiecka terrorystka, działaczka RAF (tzw. „drugiej generacji”).

## Życiorys
Od 1960 uczęszczała do Heilwig-Gymnasium w Hamburgu. Od 1969 studiowała medycynę i psychologię; udzielała się społecznie. W 1977 przystąpiła do RAF, częściowo w reakcji na śmierć głodową Holgera Meinsa. Brała udział w porwaniu Hannsa Martina Schleyera. Po napadzie na bank w Zurychu w 1979 wystąpiła z RAF i wyjechała do NRD. Żyła tam pod zmienionym nazwiskiem.
W 1990 została aresztowana i skazana. Wyszła przedterminowo z więzienia w 1995. Podjęła studia psychologiczne, zajmowała się terapią rodzinną, psychiatrią dziecięcą i poradnictwem psychologicznym. Od 2000 do 2005 pracowała w Kosowie przy realizacji projektów międzynarodowych na rzecz pokoju „Forum Ziviler Friedensdienst”. Latem 2006 brała udział w projekcie „Komitee für Grundrechte und Demokratie” (Komitetu Praw Podstawowych i Demokracji), w ramach akcji „Ferie od wojny”. Dzięki temu albańskie, romskie i serbskie dzieci z Kosowa mogły spędzać wakacje w Ulcinju (Czarnogóra).